# Светополк Пивко
Светополк Пивко (Марибор, 29. септембар 1910 — Београд, 13. октобар 1987) био је инжењер и професор Машинског факултета у Београду и Природно-математичког факултета у Београду, био је пуковник Југословенског Ратног ваздухопловства, помоћника команданта ЈРВ и директор Ваздухопловнотехничког института у Жаркову. Од 1961. године изабран је за дописног члана Српске академије наука и уметности (САНУ) а од 1976. биран је за редовног члана Академије.

## Биографија
Рођен је 29. септембар 1910. године у Марибору (Словенија), где је завршио основну школу и гимназију 1928. године. Студије машинске технике је отпочео у Прагу на Чешкој високој техничкој школи где је студије похађао две године. Затим прелази у Београд и завршава студије машинства на Техничком факултету Универзитета у Београду 1933. године. После завршене школе резервних официра у октобру 1934. одлази на специјализацију у Француску. У Паризу је провео 4 године радећи у Аеротехничком институту Сен Сиру на докторској дисертацији. У доктора наука је промовисан 1938. године на Сорбони. Умро је 13. октобар 1987, Београд, као пензионисани професор Универзитета у Београду и редовни члан Српске академије наука и уметности (САНУ).

### Радна биографија
После одбрањене докторске дисертације на Сорбони, С. Пивко се враћа у земљу и запошљава се у Конструкционом бироу Фабрике аероплана и хидроавиона Змај у Земуну у коме је технички директор тада био, већ познати конструктор авиона инж. Д. Станков. У Змају је радио све до априла 1940, када је избио штрајк у предузећима ваздухопловне индустрије. Пошто је учествовао у штрајку (по политичком опредељењу је био левичар) у мају месецу 1940. године по казни је послат на војну вежбу. У Марту месецу 1941. године мобилисан је као резервни официр југословенске војске са којом је учествовао у ратним операцијама од 6. априла 1941. па до капитулације, када прелази у илегалу. Активно учествује у покрету отпора од 1941. године у Црној Гори, Словенији и Босни, а као официр ЈНА (Југословенске народне армије) је био за време рата на служби у Италији и Совјетском Савезу. У Русији је провео годину дана као инжењер југословенског јуришног ваздухопловног пука на обуци.
У јулу 1945. године је постављен за помоћника команданта Југословенског ратног ваздухопловства. Више од две године руководио је ваздухопловно-техничком службом и ваздухопловном индустријом. У том периоду а на његову иницијативу основан је Ваздухопловнотехнички институт ФНРЈ, а 1947. године је др. С. Пивко постављен за првог управника тог института. Године 1951. С. Пивко је премештен у Конструкциони биро Генералне дирекције ваздухопловне индустрије где је две године радио као старији аеродинамичар. У току 1953. године је враћен у Ваздухопловнотехнички институт, где обавља дужност заменика начелника за научноистраживачки рад. У Институту ради до 1964. године када му је као ваздухопловно техничком пуковнику престала служба у сталном саставу ЈНА.
Од 1964. па до 1978. године када испуњава законске услове за одлазак у пензију, проф. С. Пивко ради на Машинском факултету Универзитета у Београду.
Дана 22. децембра 1961. године је изабран за дописног члана Српска академије наука и уметности, а 1976. године изабран је за редовног члана САНУ.

### Научноистраживачка делатност
Истраживачки рад проф. С. Пивка почиње његовом специјализацијом у Француској у Аеротехничком институту Saint Cyr-у, где се бавио проблемом вертикалног полетања авиона коришћењем аеродинамичке силе која настаје на крилу авиона под утицајем ваздушног струјања иза елисе. Овај феномен је према њему и добио назив „ефекат Пивко“. Идеја да се авион подиже вертикално захваљујући ваздушној струји коју ствара елиса погонског мотора и покретног дела крила, била је од 1937. године заштићена патентом.
Затим се бавио аеродинамиком елиса и ротора у области већих подзвучних и надзвучних брзина, аеродинамиком лета хеликоптера у вертикалном летењу и лебдењу. Проучавао је такође аеродинамику носећих површина као и расподелу брзина и оптерећења по површинама крила разних облика. Експериментисао је и проучавао дејство млаза испуштеног у близини излазне ивице на узгон аеропрофила, као и утицај спојлера.
Већи број радова био је посвећен аеродинамици погона ваздухоплова (клипни, турбоелисни и турбомлазни мотори). Обрадио је проблем протицања ваздуха кроз уводник и истицање гасова сагоревања кроз излазни млазник млазних авиона. Једну монографију је посветио проблему аеродинамике прстенастог крила.

### Наставна делатност
За редовног професора Машинског факултета у Београду изабран је 1960. године а од 1962. је изабран и за редовног професора на Природно-математичком факултету у Београду. С обзиром да је био у сталном радном односу у Ваздухопловнотехничком институту на факултетима је имао статус хонорарног редовног професора све до 1964. године када потпуно прелази на Универзитет. На редовним студијама на Машинском факултету држао је предавања из предмета Статика, Кинематика, Динамика, Теорија осцилација и Пројектовања, а на последипломским студијама из Аналитичке механике и Аеродинамичко обликовање ваздухоплова.
За време рада на Машинском факултету био је на разним функцијама: шеф Катедре за мехнаику, члан Савета нучно-наставног већа, члан Савета основне организације удруженог рада, као и члан разних одбора и комисија Факултета.

### Књиге
У току свог рада проф. Светополк Пивко је поред научно стручних радова, објављених у земљи и иностранству, написао је 6 универзитетских уџбеника за редовне и последипломске студије и три монографије. Његов комплетан списатељски опус изгледа овако: 123 научна рада, 6 књига, 3 монографије, 14 техничких есеја. Од укупно објављених 178 стручна рада, 18 је објављено у издањима САНУ, 38 у иностраним часописима 17 у Француској, 7 у Енглеској, 5 у Немачкој, 4 у Холандији и по један у Белгији, Швајцарској, Румунији, САД и Канади.
- Pivko, Svetopolk. (1938). Contribution à l'étude de l'hélice dans le domaine du point fixe et de son interaction avec l'aile sustentatrice (на језику: (језик: француски)). Paris: La Rougery.
- Пивко, Светополк (1949). Примењена Аеродинамика (на језику: (језик: српски)). Београд: Техничка књига.
- Пивко, Светопол. (1963). Механика 1, Статика (на језику: (језик: српски)). Београд: Научна књига.
- Пивко, Светополк (1964). Механика 2, Кинематика (на језику: (језик: српски)). Београд: Научна књига.
- Пивко, Светополк (1966). Механика 3, Динамика (на језику: (језик: српски)). Београд: Научна књига.
- Пивко, Светополк (1971). Механика Последипломски курс (на језику: (језик: српски)). Београд: Машински факултет.
- Пивко, Светополк. (1977). Аеродинамика прстенастог крила (на језику: (језик: српски)). Београд: Српска академија наука и уметности.
- Пивко, Светополк (1978). Аеродинамика погона ваздухоплова (на језику: (језик: српски)). Београд: Машински факултет у Београду.
- Пивко, Светополк (1982). Основи аеродинамичког обликовања ваздухоплова (на језику: (језик: српски)). Београд: Српска академија наука и уметности.

## Признања
За свој дугогодишњи рад академик Светополк Пивко је добио следећа признања:
- Орден народне армије II реда 1974. године,
- Орден рада са црвеном заставом 1965,
- Носилац је више домаћих и страних одликовања и
- Бројне плакете, захвалнице.

Био је такође члан многих домаћих и страних струковних друштава као што су:
- Српске академије наука и уметности (САНУ)
- Члан председништва Савеза инжењера и техничара Југославије,
- Југословенског друштва за механику,
- Математичког института Србије,